# 小村知帆
小村 知帆（おむら ちほ、1991年11月17日 - ）は、日本の声楽家でオペラ歌手。東京二期会正会員。姉の小村美記はNHK千葉放送局のキャスターでOBS大分放送の元アナウンサー。

## 来歴
東京都出身。桐朋学園大学音楽学部声楽専攻修了、同大学研究課程修了。東京二期会正会員。東京二期会オペラ研修所マスタークラス修了。修了時に、奨励賞、優秀賞を受賞。成績優秀者として研修所コンサートに出演。
声楽を大島幾雄、里中トヨコ両名に師事。
3歳の頃から歌を始め、姉の小村美記と共に、童謡歌手として活動。
日本コロムビア「さくらさらさら」「地球をくすぐっチャオ！」「100万人のお子さんが聴いて育った童謡シリーズ」など、童謡・お遊戯会CDを多数ソロ録音。同時に、数々のCMや「KOMAMI pop’n music9」ゲーム中歌"にんげんっていいな"なども担当した。

2017年10月、三枝成彰新作オペラブッファ「狂おしき真夏の一日」（脚本:林真理子/演出:秋元康/美術:千住博、東京文化会館大ホール）家政婦リサ役にてオペラデビュー。
2018年・2019年、3歳からの渋谷子どもオペラ「ヘンゼルとグレーテル」ヘンゼル役、2019年3月、杉並区民オペラ「ジャンニ・スキッキ」ラウレッタ役などで出演、好評を博す。

BS-TBS「日本名曲アルバム」に、声楽アンサンブル「アミーチ桐の花」メンバーとして出演中。
声楽以外にも、司会・朗読等も手がける。第23回NHK杯全国中学放送コンテスト朗読部門最優秀賞。第27回東京都中学放送コンテスト朗読部門第三位。テレビ朝日アスクアナウンサー養成コース研究科修了。

## 舞台
2017年
- オペラブッファ「狂おしき真夏の一日」家政婦 - リサ 役

会場：東京文化会館大ホール
脚本:林真理子 / 演出:秋元康 / 作曲:三枝成彰 / 美術:千住博 / 指揮:大友直人 / 管弦楽:新日本フィルハーモニー交響楽団
- 「はじめてのクラシック2017〜中学生・高校生の為に」ムソルグスキー：組曲「展覧会の絵」 - ナレーション

会場：サントリーホール
指揮:小林研一郎 / 管弦楽:新日本フィルハーモニー交響楽団

2018年
- 兵庫県政150周年記念事業”ジャパン・ヴィルトゥオーゾ・シンフォニー・オーケストラ第６回兵庫公演”

　 「名手たちの交響楽団　ニューイヤーコンサート」ムソルグスキー：組曲「展覧会の絵」 - ナレーション
会場：兵庫芸術文化センターKOBELCOホール
指揮:大友直人 / ピアノ奥井紫麻 / プレトーク:三枝成彰 / 管弦楽:ジャパン・ヴィルトゥオーゾ・シンフォニー・オーケストラ
- ３歳からの渋谷こどもオペラ「ヘンゼルとグレーテル」（全９回公演）- ヘンゼル役

会場：シダックスカルチャーホールA
　  演出:初谷敬史 / エレクトーン:清水のりこ
　  魔女・母・父:江原啓之 / グレーテル:森川史 / ヘンゼル:小村知帆 / 露の精・暁の精:瀧口沙由理

2019年
- 杉並区民オペラ「プッチーニ：ジャン二・スキッキとドナーティ家の人々」（全８回公演）- ラウレッタ役

　  会場：杉並公会堂
　  指揮:大久保眞 / 演出:三浦克也 / 出演:東浩市、高田正人、丸山奈津美、青地英幸、ほか
- ３歳からの渋谷こどもオペラ「E.フンパーティンク：ヘンゼルとグレーテル」（全９回公演）- ヘンゼル役

会場：シダックスカルチャーホールA
　  演出:初谷敬史 / エレクトーン:清水のりこ
　  魔女・母・父:江原啓之 / グレーテル:森川史 / ヘンゼル:小村知帆 / 露の精・暁の精:瀧口沙由理

## 作品
2016年
- 「高岡市歌 ふるさと高岡」

作詞:林真理子 / 作曲:三枝成彰
- 「東邦銀行 社歌」

作詞:秋元康 / 作曲:三枝成彰

## テレビ
- BS-TBS「日本名曲アルバム」（毎週火曜19:00 - 19:54） - アミーチ桐の花担当回に出演

- セブン＆アイホールディングス 「イトーヨーカドー”シェフズレシピ”」- CM中歌担当

（2019年4月〜地上波放送）